# گونه متکی به حفاظت

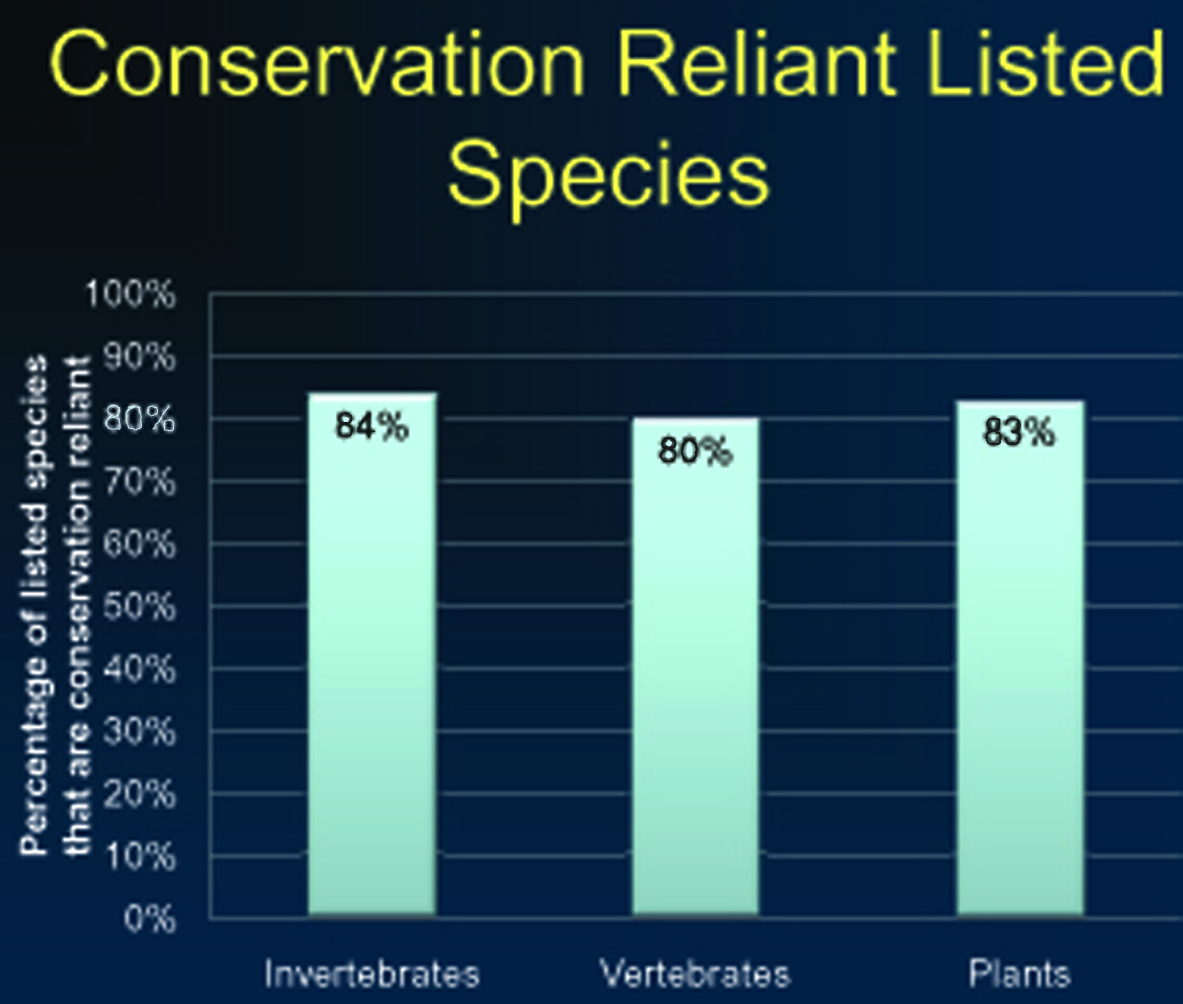
درصد گونه‌های فهرست‌شده در ایالات متحده که وابسته به حفاظت هستند

گونه‌های وابسته به حفاظت، گونه‌های جانوری یا گیاهی هستند که برای بقا، حتی زمانی که به طور خودبه‌خودی جمعیت آنها بازیابی شود، به مداخله مداوم مدیریت حیات وحش مختص به گونه مانند کنترل شکارچیان، مدیریت زیستگاه و کنترل انگل نیاز دارند.

## تاریخچه
اصطلاح «گونه‌های وابسته به حفاظت» از زیست‌شناسی حفاظت که توسط قانون گونه‌های در معرض خطر در پروژه سی (که در سال ۲۰۰۱ آغاز شد) انجام شد و توسط رهبر پروژه، جی. مایکل اسکات، رواج یافت، نشأت گرفت. اولین استفاده از آن در یک نشریه رسمی در سال ۲۰۰۵ بود. استفاده جهانی از این اصطلاح هنوز توسعه نیافته است و هنوز در نشریه‌ای که خارج از آمریکای شمالی گردآوری شده باشد، منتشر نشده است.
مفاد قانون گونه‌های در معرض خطر انقراض (ESA) مصوب سال ۱۹۷۳ این فرض را در خود داشت که گونه‌های در معرض خطر انقراض با بازیابی جمعیتشان از فهرست گونه‌های در معرض خطر حذف خواهند شد. فرض بر این بود که آنها تحت مقررات موجود رشد خواهند کرد و دیگر نیازی به حمایت‌های ارائه شده تحت ESA نخواهد بود. با این حال، هشتاد درصد از گونه‌هایی که در حال حاضر تحت ESA فهرست شده‌اند، این فرض را برآورده نمی‌کنند. برای زنده ماندن، آنها نیاز به مداخلات حفاظتی مختص به گونه دارند (مثلاً کنترل شکارچیان، رقبا، انگل‌های لانه، سوزاندن‌های تجویز شده، تغییر فرآیندهای هیدرولوژیکی و غیره) و بنابراین وابسته به حفاظت هستند.

## معیارها
معیارهای ارزیابی اینکه آیا یک گونه وابسته به حفاظت است یا خیر عبارتند از:
1. تهدیدهای مربوط به ادامه حیات این گونه شناخته شده و قابل درمان هستند.
2. این تهدیدها فراگیر و مکرر هستند، برای مثال: انگل‌های لانه، شکارچیان غیربومی، مزاحمت‌های انسانی.
3. این تهدیدها، گونه‌ها را در معرض خطر انقراض قرار می‌دهند، در حالی که مدیریت حفاظتی مداومی وجود ندارد.
4. اقدامات مدیریتی کافی برای مقابله با تهدیدها شناسایی شده و قابل اجرا هستند، به عنوان مثال: آتش‌سوزی‌های از پیش تعیین‌شده، محدودیت در چرای دام یا دسترسی عمومی، کنترل شکارچیان یا انگل‌ها.
5. دولت‌های ملی، ایالتی یا محلی، اغلب با همکاری منافع خصوصی یا قبیله‌ای، قادر به انجام اقدامات مدیریتی لازم تا زمانی که لازم باشد، هستند.

## اقدامات مدیریتی
پنج حوزه اصلی اقدامات مدیریتی برای حفاظت از گونه‌های آسیب‌پذیر وجود دارد:
1. کنترل سایر گونه‌ها ممکن است شامل موارد زیر باشد: کنترل جانوران عجیب و غریب، گیاهان عجیب و غریب، سایر گونه‌های بومی و انگل‌ها و بیماری‌ها.
2. کنترل تأثیرات مستقیم انسانی می‌تواند شامل کنترل چرای دام، دسترسی انسان، وسایل نقلیه جاده‌ای و غیر جاده‌ای، تفریحات کم‌تأثیر و جمع‌آوری و شکار غیرقانونی باشد.
3. کنترل آلودگی ممکن است شامل کنترل رواناب‌های شیمیایی، رسوب‌گذاری، کیفیت آب و استفاده از آفت‌کش‌ها و علف‌کش‌ها باشد.
4. مدیریت فعال زیستگاه می‌تواند شامل مدیریت و کنترل آتش‌سوزی ، کنترل فرسایش خاک و پهنه‌های آبی، احیای زیستگاه و کنترل مکانیکی پوشش گیاهی باشد.
5. جذب مصنوعی جمعیت می‌تواند شامل تکثیر در اسارت (مهاجرت اجباری) یا پرورش در اسارت باشد.[۵]

## مطالعه موردی

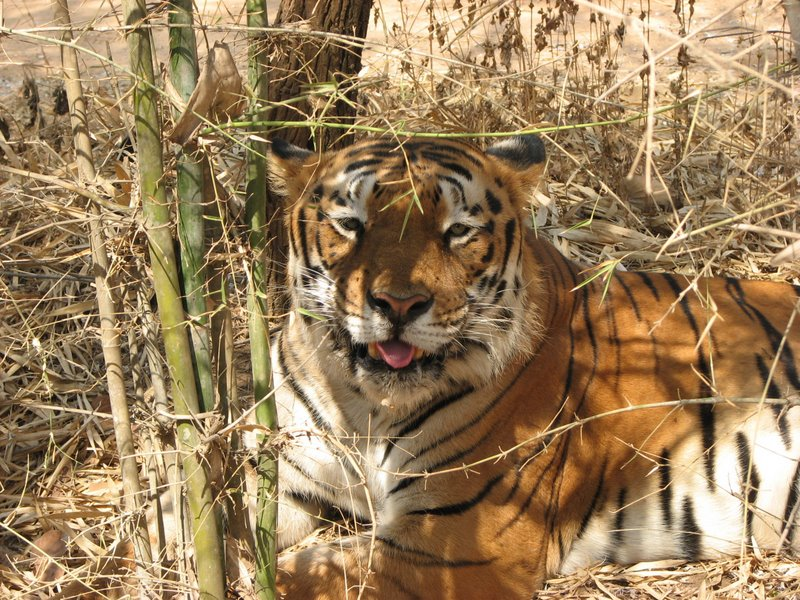
ببر بنگال در پارک ملی بنرگاتا، بنگلور، هند

یک نمونه برجسته در هند است، جایی که ببرها، یک شکارچی راس و حیوان ملی، گونه‌ای وابسته به حفاظت در نظر گرفته می‌شوند. این گونه کلیدی می‌تواند جمعیت‌های وحشی خودکفا را حفظ کند؛ با این حال، آنها نیاز به اقدامات مدیریتی مداوم دارند زیرا تهدیدها فراگیر و مکرر هستند و آنها را در معرض خطر انقراض قرار می‌دهند. ریشه این تهدیدها در تغییر ساختار اجتماعی-اقتصادی، سیاسی و فضایی جامعه در هند است. ببرها در برخی مناطق به دلیل عوامل بیرونی مانند تخریب زیستگاه، شکار غیرقانونی، بیماری، سیل، آتش‌سوزی و خشکسالی، کاهش گونه‌های طعمه به همین دلایل و همچنین عوامل درونی مانند تغییرات جمعیتی و زوال ژنتیکی منقرض شده‌اند.
با توجه به وابستگی حفاظتی ببرها، پروژه ببر در حال ایجاد یک چارچوب ملی مبتنی بر علم برای نظارت بر روند جمعیت ببرها به منظور مدیریت مؤثرتر این گونه است. هند اکنون ۲۸ منطقه حفاظت‌شده ببر دارد که در ۱۷ ایالت واقع شده‌اند. این ذخایر ۳۷٬۷۶۱ کیلومتر مربع (۱۴٬۵۸۰ مایل مربع) را پوشش می‌دهند. شامل ۱٫۱۴٪ از کل مساحت کشور. این ذخایر از اختلالات زیستی، عملیات جنگلداری، جمع‌آوری محصولات فرعی جنگل، چرای دام و مزاحمت‌های انسانی مصون نگه داشته می‌شوند. جمعیت ببرهای این مناطق حفاظت‌شده اکنون برخی از مهم‌ترین جمعیت‌های منبع ببر در کشور را تشکیل می‌دهند.

## آینده
بزرگی و سرعت تأثیرات انسان بر محیط زیست، پیشرفت قابل توجهی در حذف بسیاری از گونه‌ها از فهرست را بعید می‌سازد، مگر اینکه تعریف «بهبود» شامل نوعی مدیریت فعال باشد. جلوگیری از قرار گرفتن مجدد گونه‌های خارج شده از فهرست در معرض خطر انقراض ممکن است نیازمند اقدامات مدیریتی مداوم و مختص به هر گونه باشد. در نظر گرفتن «بازیابی» «گونه‌های وابسته به حفاظت» به عنوان یک پیوستار از مراحل به جای یک وضعیت ساده «بازیابی شده/بازیابی نشده» می‌تواند توانایی مدیریت چنین گونه‌هایی را در چارچوب قانون گونه‌های در معرض خطر افزایش دهد. با از دست رفتن مداوم زیستگاه‌ها، اختلال در چرخه‌های طبیعی و افزایش اثرات گونه‌های مهاجم غیربومی، احتمالاً تعداد گونه‌های وابسته به حفاظت افزایش خواهد یافت.
پیشنهاد شده است که تدوین «توافقنامه‌های مدیریت بازیابی»، با قراردادهایی که از نظر قانونی و بیولوژیکی قابل دفاع باشند، امکان ادامه مدیریت حفاظت پس از خروج از فهرست را فراهم کند. استفاده از چنین توافق‌نامه‌های رسمی، مسئولیت‌های مدیریتی مشترک بین آژانس‌های حیات وحش فدرال و سایر آژانس‌های فدرال، و با دولت‌های ایالتی، محلی و قبیله‌ای، و همچنین با نهادهای خصوصی که توانایی برآوردن نیازهای گونه‌های وابسته به حفاظت را نشان داده‌اند، تسهیل می‌کند.